# Dolapex fraternus
Dolapex fraternus är en snäckart som beskrevs av Tom Iredale 1945. Dolapex fraternus ingår i släktet Dolapex och familjen Helicarionidae. Inga underarter finns listade i Catalogue of Life.